# Mediglia
Mediglia là một đô thị ở tỉnh Milano, vùng Lombardia của Italia, khoảng 15 km về phía đông nam củaMilano. Tại thời điểm ngày 31 tháng 12 năm 2004, đô thị này có dân số 11.425 và diện tích là 21,9 km².
Mediglia giáp các đô thị sau:Settala, Peschiera Borromeo, Pantigliate, Paullo, San Donato Milanese, Tribiano, San Giuliano Milanese, Colturano, Dresano.